# Blosset
Blosset je priimek več oseb:    
- Étienne Blosset de Carrouges, francoski rimskokatoliški škof
- Salomon Blosset de Loche, madžarski častnik